# Jack Oakie
Jack Oakie (Sedalia, 12 de Novembro de 1903 - Los Angeles, 23 de Janeiro de 1978) foi um ator dos Estados Unidos, mais conhecido por seu papel de Benzino Napaloni, paródia de Benito Mussolini no filme The Great Dictator, pelo qual foi indicado ao Oscar de Melhor Ator Coadjuvante.

## Biografia
Criado desde os cinco anos de idade no estado de Oklahoma (de onde tirou seu sobrenome artístico), Jack Oakie mais tarde mudou-se com a família para Nova Iorque. Ali estudou numa escola de comércio e trabalhou como telefonista em Wall Street.
Seu talento para a comédia levou-o ao teatro, onde estreou em 1922. Lançou-se no cinema em 1928, em papéis principais ou secundários, interpretando principalmente bufões abobados e felizes. Na década de 1930, aparecia sempre em comédias ou musicais ambientados em colégios, apesar de ser velho demais para convencer como estudante. Por essa época, aperfeiçoou a tradicional técnica teatral "double-take" em uma estendida "triple-take".
O maior momento de Oakie no cinema foi ao interpretar Benzini Napoloni, ditador de Bacteria, em The Great Dictator, dirigido por Charlie Chaplin em 1940. O papel deu a ele sua única indicação ao Oscar.
Na década de 1940, trabalhou muito como coadjuvante, geralmente em papéis de alívio cômico. Nos anos 1950, atuou esporadicamente tanto no cinema quanto na TV.
Em 1945, divorciou-se da atriz Venita Varden, com quem se casara em 1936. Seu segundo casamento foi celebrado em 1950, com a também atriz Victoria Horne. Com ela viveu até seu falecimento em 1978, vitimado por um aneurisma da aorta. Não deixou filhos.

## Filmografia parcial[2]
| - 1928 Road House - 1928 The Fleet's In - 1929 The Dummy - 1929 Chinatown Nights - 1929 The Wild Party - 1929 Close Harmony - 1929 The Man I Love - 1929 Street Girl - 1929 Hard to Get - 1929 Fast Company - 1929 Sweetie - 1930 Hit the Deck - 1930 The Social Lion - 1930 The Sap from Syracuse - 1930 Let's Go Native - 1930 Sea Legs - 1931 The Gang Buster - 1931 June Moon - 1931 Dude Ranch - 1931 Touchdown - 1932 Dancers in the Dark - 1932 Million Dollar Legs - 1932 Madison Square Garden - 1932 Once in a Lifetime - 1932 If I Had a Million - 1932 Uptown New York - 1933 Sailor Be Good - 1933 From Hell to Heaven - 1933 The Eagle and the Hawk - 1933 College Humor - 1933 Too Much Harmony - 1933 Sitting Pretty - 1933 Alice in Wonderland - 1934 Looking for Trouble - 1934 Murder at the Vanities - 1934 Shoot the Works - 1934 College Rhythm - 1935 The Call of the Wild | - 1935 The Big Broadcast of 1936 - 1936 King of Burlesque - 1936 Collegiate - 1936 Colleen - 1936 Florida Special - 1936 The Texas Rangers - 1937 That Girl from Paris - 1937 Champagne Waltz - 1937 Super-Sleuth - 1937 The Toast of New York - 1937 Hitting a New High - 1938 Radio City Revels - 1938 The Affairs of Annabel - 1938 Thanks for Everything - 1940 Young People - 1940 The Great Dictator - 1940 Tin Pan Alley - 1940 Little Men - 1941 The Great American Broadcast - 1941 Navy Blues - 1941 Rise and Shine - 1942 Song of the Islands - 1942 Iceland - 1943 Hello Frisco Hello - 1943 Wintertime - 1944 It Happened Tomorrow - 1944 The Merry Monahans - 1944 Sweet and Low Down - 1944 Bowery to Broadway - 1945 That's the Spirit - 1946 She Wrote the Book - 1948 When My Baby Smiles at Me - 1949 Thieves' Highway - 1950 Last of the Buccaneers - 1951 Tomahawk - 1959 The Wonderful Country - 1960 The Rat Race - 1962 Lover Come Back |

## Premiações
- Oscar:
  - Melhor Ator Coadjuvante - The Great Dictator, 1940 - Indicado